# Mirel Rădoi
Mirel Matei Rădoi (n. 22 martie 1981, Drobeta-Turnu Severin, România) este un fotbalist român retras din activitate, care a jucat pe post de fundaș lateral la echipe ca Steaua București, Drobeta-Turnu Severin și Al Ain FC. Pe plan internațional, are prezențe la națională pentru România și România Sub-21. După încheierea carierei, a devenit antrenor, și antrenează în prezent pe Universitatea Craiova.
Și-a petrecut majoritatea carierei de fotbalist la Steaua București, echipă la care și-a făcut și debutul în meseria de antrenor.
În martie 2018 a acceptat funcția de manager sportiv al naționalei U21 a României, iar din august 2018 a fost numit antrenor principal al reprezentativei de tineret U-21 cu care s-a calificat la Campionatul European din 2019 U-21 și cu care a ajuns până în semifinalele competiției. Din 2019 până în 2021 a fost antrenorul principal al echipei naționale de fotbal a României.

## Palmares
Mirel Matei Rădoi are în palmares trei trofee (situația din 2008) de campion al României, câștigate cu Steaua București respectiv FCSB, pentru care a activat și căpitan de echipă, și cu care a jucat în Liga Campionilor UEFA și în semifinalele Cupei UEFA. Ca membru al echipei naționale a României, a participat la Campionatul European din 2008.

### Club
- Steaua București
  - Liga I (3): 2000–01, 2004–05, 2005–06
  - Supercupa României (2): 2001, 2006
  - UEFA Cup semi-finalist: 2005–06
- Al-Hilal
  - Liga Profesionistă din Arabia Saudită (2): 2009–10, 2010-2011
  - Cupa Prințului (3): 2008–09, 2009–10, 2010–11
- Al Ain
  - UAE Pro-League (2): 2011–12, 2012–13
  - Supercupa Emiratelor Arabe Unite (1): 2012
  - Cupa Președintelui (1): 2013–14

### Individual
- Fotbalistul Anului în Liga Profesionistă din Arabia Saudită: 2010
- Fotbalistul român al anului: 2005 (Locul 2)

## Carieră echipa de club

### FC Drobeta-Turnu Severin
Mirel Rădoi a început să joace fotbal la vârsta de 8 ani; la început pe postul de portar, apoi ca fundaș. Prima echipă din cariera sa a fost FC Drobeta-Turnu Severin, din orașul natal. Aici a fost remarcat de antrenorul de atunci al echipei Extensiv Craiova, Sorin Cârțu, la un meci oficial din campionatul destinat juniorilor republicani, în care a marcat două goluri. După o săptămână a semnat un contract cu Extensiv Craiova.

### Extensiv Craiova
Impresionat de calitățile lui, Cârțu l-a adus la Craiova, plătind atunci banii de transfer, 6.000 de dolari, din propriul buzunar. A debutat în prima divizie, în partida Extensiv-Dinamo, încheiată cu victoria bucureștenilor, scor 1-0. Încă de atunci, Cârțu îl vedea ca pe un mare talent, deși la vremea aceea nimeni nu-i dădea atenție. A stat la Extensiv 6 luni. A refuzat o ofertă venită din partea acționarilor de la Dinamo, Rădoi refuzând oferta pentru că dorea să ajungă la Universitatea Craiova. Steaua a avut câștig de cauză, oferind o sumă mai mare.

### Steaua București
Rădoi a fost remarcat, după numai cinci luni, de fratele antrenorului de atunci al echipei Steaua. Deși Extensiv Craiova a retrogradat în Divizia C în acel sezon, Rădoi a ajuns la Steaua sub comanda lui Victor Pițurcă, pentru suma de 100.000 de dolari.
Despre prima lui zi în vestiarul campioanei, Rădoi spunea că „a fost un șoc în sensul pozitiv. M-am trezit în vestiar cu Baciu, Miu, Belodedici, jucători pe care îi vedeam la televizor, parcă era un vis”. A debutat la Steaua pe 4 martie 2000, într-un meci de Divizia A. Evoluțiile sale excelente i-au adus un loc de titular în formația roș-albastră, iar apoi, banderola de căpitan al celei mai titrate formații de club din România. În 2001 a câștigat cu Steaua primul său titlu, apoi a urmat câștigarea Supercupei României, în fața echipei FC Dinamo București. Împreună cu echipa, în sezonul 2004-2005 a câștigat cel de-al doilea titlu de campion, iar în cel imediat următor, Steaua a câștigat al 23-lea titlu de campioană a României și al treilea din cariera lui Mirel Rădoi. Pe 29 martie 2006 a primit Medalia „Meritul Sportiv” clasa a II-a cu o baretă din partea președintelui României de atunci, Traian Băsescu, pentru că a făcut parte din lotul echipei FC Steaua București, care obținuse până la acea dată calificarea în sferturile Cupei UEFA 2005-2006. Hagi a fost primul antrenor care l-a înaintat pe postul de mijlocaș, la echipa națională, în  meciul cu Georgia (2-0). Jose Mourinho l-a urmărit la mai multe meciuri, jucate în România, cu dorința de a-l transfera la Inter, dar în cele din urmă ajunge la Al Hilal.

#### Cupe europene
- 2001-2002	-    Champions League	   -      3 meciuri
- 2003-2004	-    Cupa UEFA	               -      6 meciuri
- 2004-2005	-    Cupa UEFA	               -      8 meciuri
- 2005-2006	-    Champions League	   -      4 meciuri
- 2005-2006	-    Cupa UEFA	               -     13 meciuri
- 2006-2007	-    Champions League	   -      2 meciuri
- 2006-2007	-    Cupa UEFA	               -      2 meciuri
- 2007-2008	-    Champions League	   -      6 meciuri

### Al Hilal
În ianuarie 2009, Mirel Rădoi s-a transferat la echipa Al Hilal din Arabia Saudită, antrenată la acea vreme de românul Cosmin Olăroiu, de la Steaua București contra sumei de 6 milioane de euro.
În august 2010 a fost desemnat căpitanul echipei saudite Al Hilal, ca semn de respect pentru dăruirea și sacrificiul românului. Astfel, Rădoi devine primul căpitan stranier din istoria campionatului saudit. Era poreclit „Războinicul” de fanii arabi.

### Al Ain
În iulie 2011 a semnat un contract pe 2 ani cu gruparea saudită Al Ain S.C.C., contract ce stipulează un salariu de 2,5 milioane de euro pe an. Clubul a plătit pentru transferul său suma de 4,2 milioane de euro, iar acolo urmează să lucreze cu fostul său antrenor de la FCSB și de la Al Hilal, Cosmin Olăroiu.

## Carieră la echipa națională

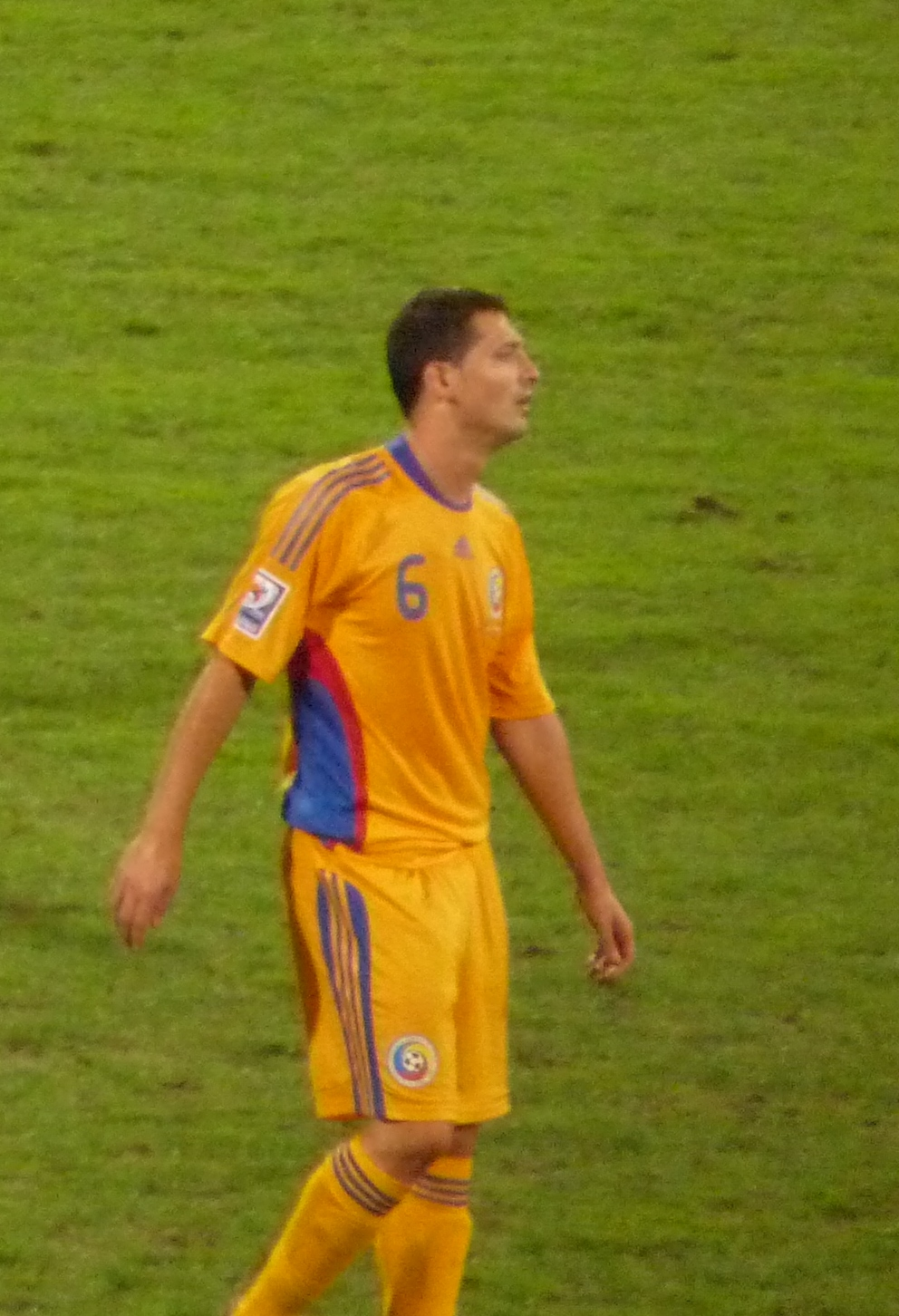
Rădoi jucând pentru în 2009

### Debut
| Dată             | Stadion         | Adversar | Rezultat | Competiție |
| ---------------- | --------------- | -------- | -------- | ---------- |
| 5 decembrie 2000 | Annaba, Algeria | Algeria  | 2–3      | Amical     |

### Goluri
| # | Dată              | Stadion                                   | Adversar  | Rezultat | Competiție                |
| - | ----------------- | ----------------------------------------- | --------- | -------- | ------------------------- |
| 1 | 16 octombrie 2002 | Luxemburg, Luxemburg                      | Luxemburg | 7–0      | Calificări UEFA Euro 2004 |
| 2 | 5 iunie 2010      | Sankt Veit an der Glan, Carintia, Austria | Honduras  | 3–0      | Amical                    |

## Cariera de antrenor
După un mandat eșuat la Steaua, Mirel Radoi a fost chemat la cârma echipei naționale U-21, preluând echipa formată de Daniel Isăilă, echipă cu care a obținut calificarea la Campionatul European de Tineret din 2019, câștigând grupa preliminară din care a făcut parte după victorii în fata Portugaliei, Țara Galiilor cât și Elveția. La turneul final, România a făcut parte dintr-o grupă cu Anglia, Franța si Croația. Romania a început cu o victorie în fața Croației (4–1), în al doilea meci a reușit surpriza turneului eliminând Anglia din turneu cu un rezultat de 4–2, cu 2 goluri în prelungiri ale lui Florinel Coman, calificându-se în semifinale pentru prima data în istoria sa după un rezultat de egalitate în fata Franței (0-0). În semifinale a dat piept Germaniei când, după 2–1 la pauza cu fosta campioana europeana, a fost învinsă cu 4–2, prin golurile lui Luca Waldschmidt si ale lui Nadiem Amiri în prelungiri.
Din 2019 până în 2021 a fost antrenorul principal al echipei naționale de fotbal a României.
La 9 august 2022, a devenit antrenorul echipei Universitatea Craiova. A demisionat din funcție la 7 decembrie 2022, după eliminarea echipei în faza grupelor a Cupei României.

## Viață personală
Mirel Rădoi provine dintr-o familie cu doi frați și o soră. este căsătorit cu Viviana, o tânără din Drobeta Turnu-Severin, împreună având un băiețel pe nume Denis și o fetiță pe nume Ingrid. Cei doi sunt împreună din anul 1999. La început au fost împreună timp de trei ani apoi, după venirea lui la Steaua, s-au mutat împreună într-un apartament  cumpărat de fotbalist în București. După un an și jumătate au decis să se căsătorească deoarece Viviana era însărcinată. 
În cadrul emisiunii Mari români produse de TVR, Mirel Rădoi s-a clasat pe locul al 21-lea din 100 de personalități românești.

## Declarații
Pe 16 iulie 2014, Rădoi a criticat Federația Română de Fotbal, spunând că fotbaliștilor din lotul național li se cerea să-și plătească biletele de avion pentru deplasările în străinătate (al căror cost era de 1000 de euro), în timp ce membrii FRF încasau 500 de euro diurnă pe zi.
De asemenea, conform lui Rădoi, fotbaliștii sunt plătiți cu mult mai puțini bani drept prime de calificare: „Nu poți să vii cu prime de calificare pentru Euro 2008, în care Neșu a jucat două meciuri și a luat 15.000 de euro și sunt oameni în FRF pe care nici nu îi vedeam în deplasări și au luat prima întreagă de 120.000 de euro.”.

## Statistici carieră

### Club
Corect la 24 mai 2015)
| Club             | Sezon         | Campionat | Campionat | Cupă    | Cupă   | Continental | Continental | Total   | Total  |
| Club             | Sezon         | Meciuri   | Goluri    | Meciuri | Goluri | Meciuri     | Goluri      | Meciuri | Goluri |
| ---------------- | ------------- | --------- | --------- | ------- | ------ | ----------- | ----------- | ------- | ------ |
| Extensiv Craiova |               |           |           |         |        |             |             |         |        |
| 1999–00          | 14            | 0         | 0         | 0       | 0      | 0           | 14          | 0       |        |
| Total            | Total         | 14        | 0         | 0       | 0      | 0           | 0           | 14      | 0      |
| Steaua           |               |           |           |         |        |             |             |         |        |
| 2000–01          | 25            | 1         | 3         | 0       | 0      | 0           | 28          | 1       |        |
| 2001–02          | 22            | 1         | 5         | 1       | 3      | 0           | 30          | 2       |        |
| 2002–03          | 23            | 1         | 2         | 0       | 0      | 0           | 25          | 1       |        |
| 2003–04          | 29            | 2         | 2         | 1       | 6      | 0           | 37          | 3       |        |
| 2004–05          | 20            | 1         | 0         | 0       | 8      | 0           | 28          | 1       |        |
| 2005–06          | 24            | 4         | 1         | 0       | 17     | 3           | 42          | 7       |        |
| 2006–07          | 14            | 1         | 1         | 0       | 4      | 0           | 19          | 1       |        |
| 2007–08          | 16            | 0         | 0         | 0       | 3      | 0           | 19          | 0       |        |
| 2008–09          | 13            | 1         | 0         | 0       | 7      | 0           | 20          | 1       |        |
| Total            | Total         | 186       | 12        | 14      | 2      | 48          | 3           | 248     | 17     |
| Al-Hilal         |               |           |           |         |        |             |             |         |        |
| 2008–09          | 13            | 2         | 0         | 0       | 6      | 3           | 19          | 5       |        |
| 2009–10          | 19            | 2         | 10        | 2       | 8      | 0           | 37          | 4       |        |
| 2010–11          | 20            | 6         | 7         | 4       | 7      | 1           | 34          | 11      |        |
| Total            | Total         | 52        | 10        | 17      | 6      | 21          | 4           | 90      | 20     |
| Al Ain           |               |           |           |         |        |             |             |         |        |
| 2011–12          | 19            | 0         | 10        | 3       | 0      | 0           | 29          | 3       |        |
| 2012–13          | 20            | 2         | 5         | 0       | 6      | 0           | 31          | 2       |        |
| 2013–14          | 14            | 0         | 5         | 1       | 6      | 0           | 25          | 1       |        |
| Total            | Total         | 53        | 2         | 20      | 4      | 12          | 0           | 85      | 6      |
| Al-Ahli          |               |           |           |         |        |             |             |         |        |
| 2014–15          | 7             | 0         | 3         | 0       | 0      | 0           | 10          | 0       |        |
| Total            | Total         | 7         | 0         | 3       | 0      | 0           | 0           | 10      | 0      |
| Al-Arabi         |               |           |           |         |        |             |             |         |        |
| 2014–15          | 6             | 0         | 0         | 0       | 0      | 0           | 6           | 0       |        |
| Total            | Total         | 6         | 0         | 0       | 0      | 0           | 0           | 6       | 0      |
| Total carieră    | Total carieră | 318       | 24        | 53      | 12     | 81          | 7           | 453     | 43     |